# Gephyroglanis habereri
Gephyroglanis habereri is een straalvinnige vissensoort uit de familie van de stekelmeervallen (Claroteidae). De wetenschappelijke naam van de soort is voor het eerst geldig gepubliceerd in 1912 door Steindachner.